# 生鮮コンビニ

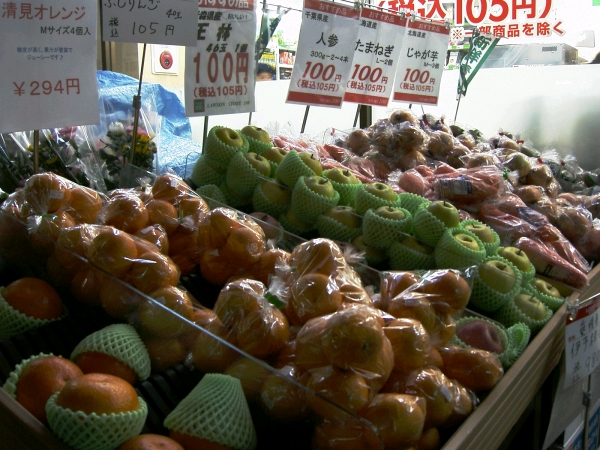
店頭に並べられた生鮮食品の一例

生鮮コンビニ（せいせんコンビニ）・ミニスーパーとは、コンビニエンスストア、スーパーマーケット、100円ショップの複合形態的な小売店舗のことである。
コンビニエンスストア型の24時間営業の店舗で、生鮮食品を含む生活用品を100円前後の一律価格で販売する業態である。九九プラス運営の「SHOP99」が先駆け的な店舗で、その急成長ぶりから大手コンビニチェーンが相次いで参入している。

## 特徴
- コンビニエンスストア型の小型店舗で、24時間営業もしくは朝7時から夜12時までなどのように長時間営業を行っている。
  - 店舗によっては過去に別のコンビニエンスストアや小型スーパーが入居していた店舗を利用して居抜き出店を行うこともある。
- 従来のコンビニとは違い、野菜・精肉・鮮魚といった生鮮食品を販売するほか、販売品目が多く、小型スーパーマーケットに近い。
- 単身者や少人数世帯を主要なターゲットにしている。生鮮食品は小分けして販売することが多い。
- 店舗面積が狭いため店内に野菜や精肉、鮮魚を加工したり惣菜を調理する調理場がなく、先述の作業はプロセスセンターと呼ばれるところで一括して行い、店頭で販売できるような状態で各店舗に配送される。
- 100円前後の一律かつ低価格で販売する。低価格にするため、プライベートブランド（PB）商品なども多い。
  - 2010年代後半以降は物価上昇等による採算性の問題から100円の均一価格での販売は少なくなり、商品毎に異なった値段で販売するようになっている。
- コンビニエンスストア、スーパーマーケット、100円ショップの融合したような店舗であるが、いずれの業態とも違い独自のノウハウが必要である。そのため、コンビニのノウハウがある大手コンビニチェーンの会社も、当初は苦戦した。
- 店頭に陳列されている商品の販売に特化し、宅配便の取次ぎ・収納代行・チケット類の発券など物販以外のサービスは行わない場合が多い。コピー機・マルチメディアステーション・銀行ATMも設置していない店舗がほとんどである。
- 支払いは現金のみで、クレジットカード・電子マネー・商品券での支払いができない店舗が多いが、先述の均一価格による販売を取りやめたチェーン店を中心にクレジットカードや電子マネーによる支払いやポイントサービスを導入しているところもある。

## 主な店舗ブランド

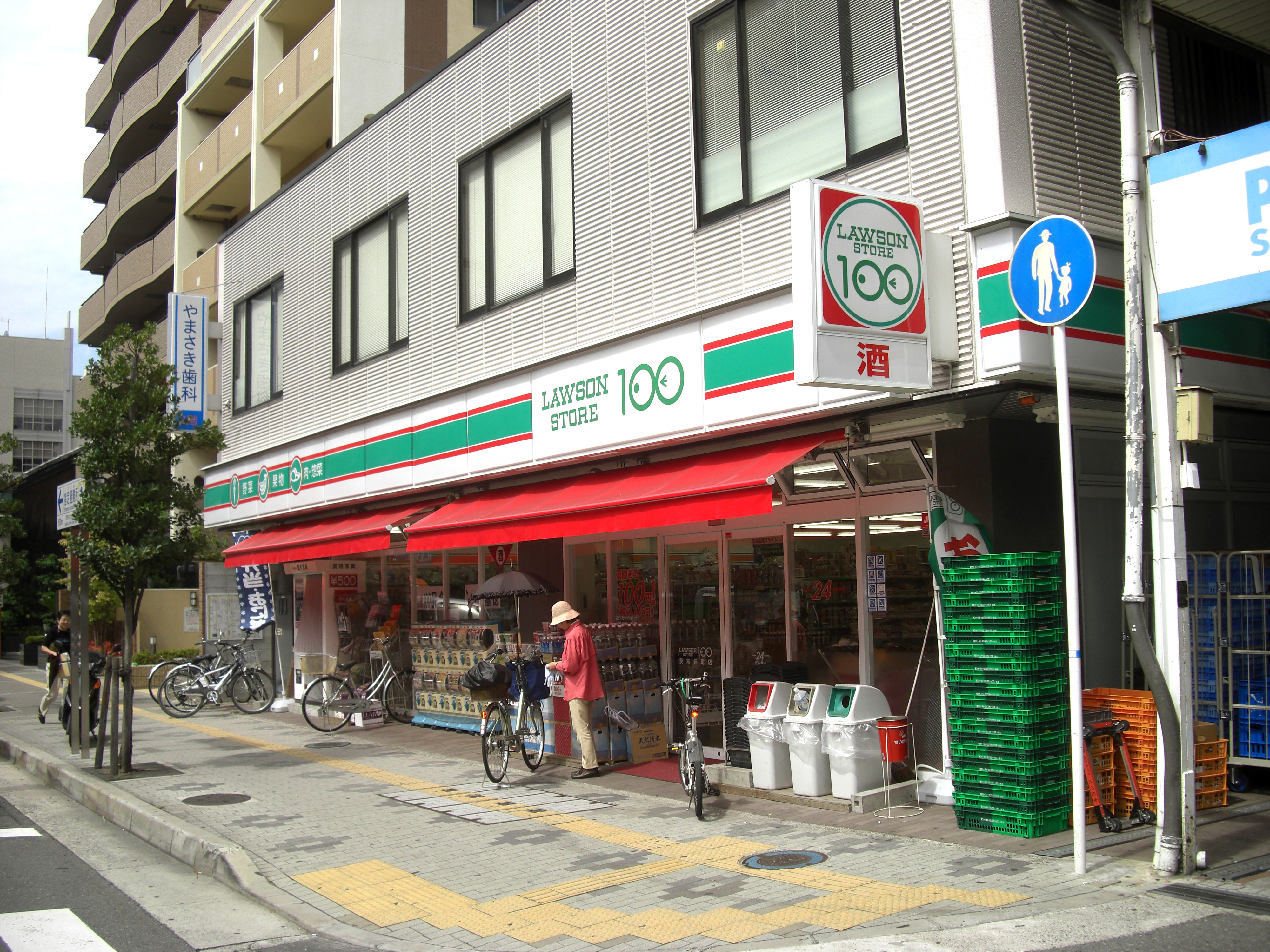
ローソンストア100 茨木元町店（大阪府茨木市）

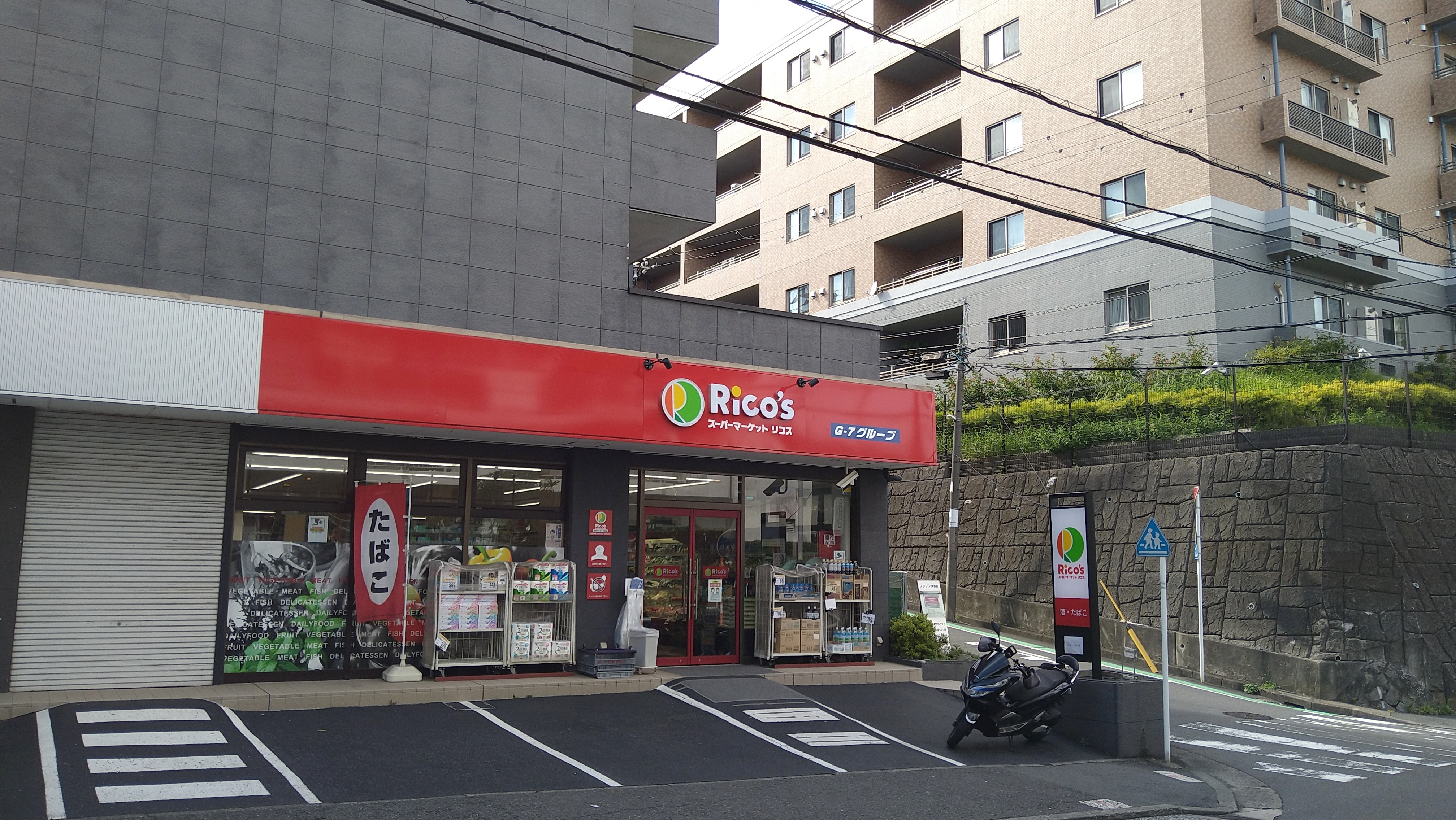
リコス 横浜大久保3丁目店

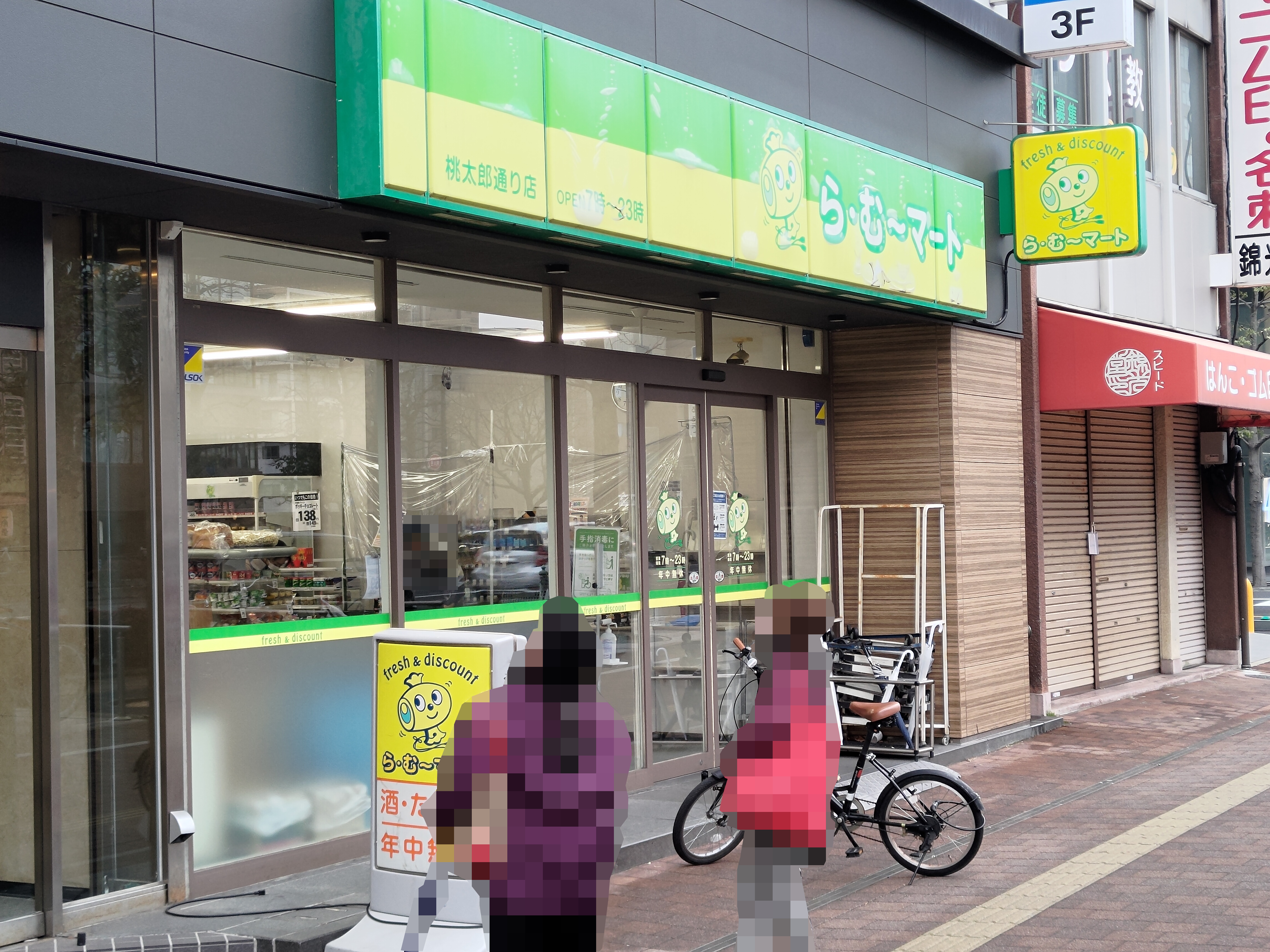
ら・む～マート 桃太郎通り店

- ローソングループ
  - 「ローソンストア100」
  - 「SHOP99」
運営会社の九九プラスがローソングループとなり、2011年までに「ローソンストア100」に統一された。

- G-7ホールディングスグループ
  - 「リコス」
現商号に変更されるまではユニーグループの「99イチバ」→「みんなのイチバ」→「miniピアゴ」として運営されていた）

- イオングループ

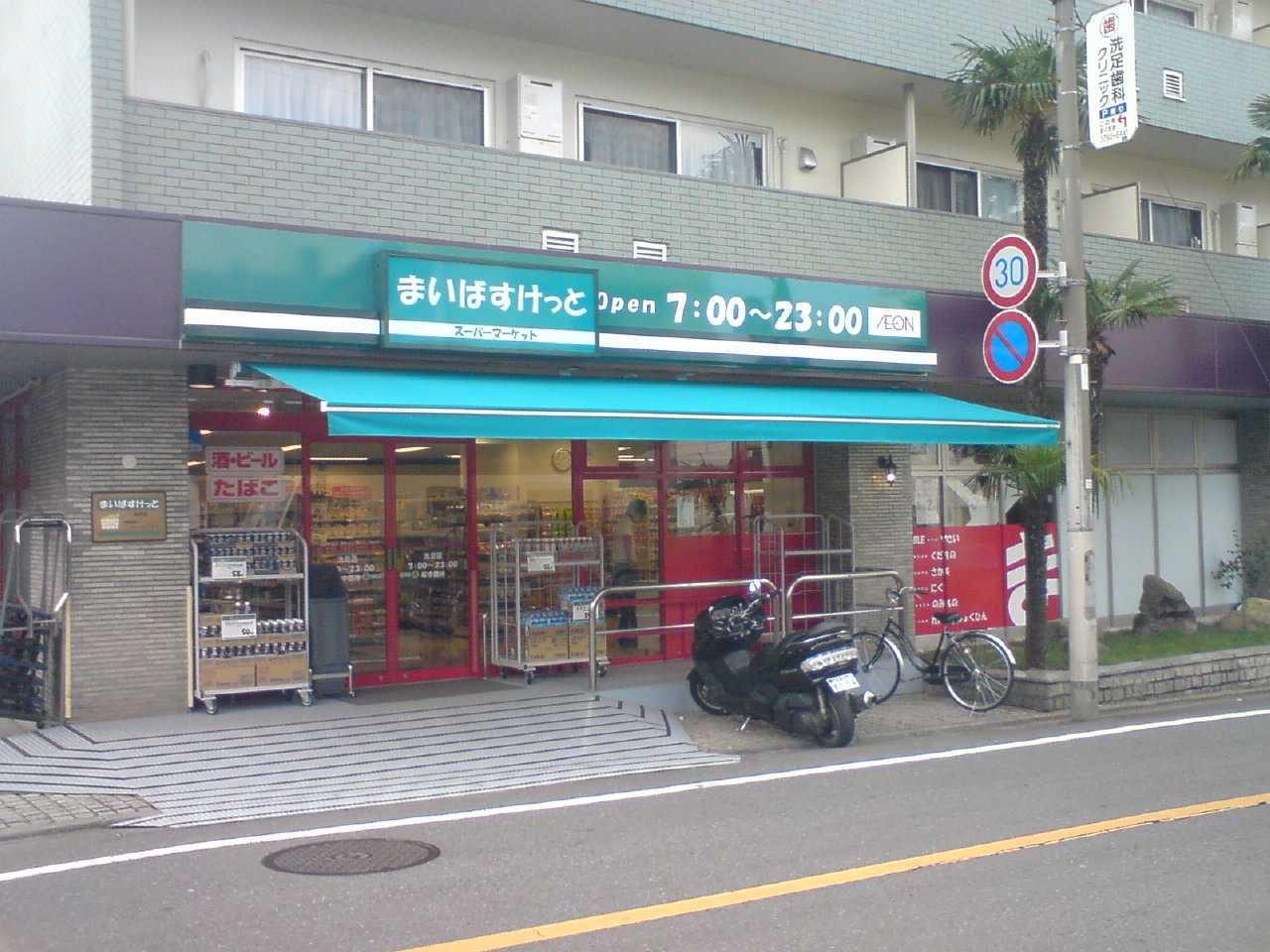
まいばすけっと 洗足店（東京都目黒区）

  - 「まいばすけっと」 - 1,000店舗以上を展開
  - 「マルエツ プチ」- ユナイテッド・スーパーマーケット・ホールディングス傘下。関東地方に76店舗を展開（2024年9月現在）[2]
  - 「イオンエクスプレス」 - イオン東北傘下。宮城県内に11店舗を展開（2024年9月現在）[3]
  - 「CoDeli」 - ダイエー傘下。大阪府内に10店舗を展開（2024年9月現在）[4]
- 京王ストア・国分グローサーズチェーン（コミュニティ・ストア）
  - 「京王ストアエクスプレス with コミュニティ・ストア」
コミュニティ・ストアの事業撤退に伴い、コミュニティ・ストアとの共同店舗は営業を終了し、2022年までにセブン-イレブンの店舗に転換された。

- 大黒天物産
  - 「ら・む〜マート」
- マルヤ
  - 「ダウンタウン99」
撤退済み
- スリーエフ
  - 「q's mart」
2018年3月までに撤退。
- エーエム・ピーエム・ジャパン
  - 「Food style」
2007年9月までに広島県内の店舗以外は撤退。
- H&Bパートナーズ
  - 「モラドール」
上記の「Food style」のうち、広島県内で営業していた店舗が2010年に屋号変更した。